# 반 (단위)
반(barn, 기호 b)은 넓이의 단위이다. 반은 국제단위계에 속하지 않지만, 국제단위계의 단위와 공식적으로 함께 사용할 수 있다. 원래는 핵물리학에서 핵 반응에서의 단면적을 표현하기 위하여 사용했지만, 현재는 고에너지물리학의 모든 분야에서 산란 과정에서의 단면적을 표현하기 위해 사용한다.

## 정의
1 반은 매우 작은 넓이 단위로, 변의 길이가 1조분의 1 센티미터인 정사각형의 넓이와 같다.
1 반(b) = 10−28 제곱미터 (m2) = 100 제곱펨토미터 (fm2) = 10−24 제곱센티미터 (cm2).

## 접두사와 사용되는 단위
- 1 밀리반 (mb) = 10−31 m2
- 1 마이크로반 (μb) = 10−34 m2
- 1 나노반 (nb) = 10−37 m2
- 1 피코반 (pb) = 10−40 m2
- 1 펨토반 (fb) = 10−43 m2

## 어원
1 반은 우라늄 핵의 단면적과 거의 같다. 영명 barn 반[*]은 원래 헛간을 뜻하는데, 이는 맨해튼 계획에서 내용을 비밀로 하기 위해 지어낸 임시 명칭이었다. 그러나 전후에도 계속 관용적으로 사용되어 오늘날에 이르렀다.

## 같이 보기
- 크기 정도 (넓이)